# Hembygden (tidskrift)
Hembygden är en tidskrift utgiven av Svenska Folkdansringen, som i sin policy uttrycker att tidningen ska ta upp ”verksamheter inom begreppet folkkultur och då i första hand skriva om folkdans, folkmusik, folkdräkter och seder och bruk.”
Tidskriften startade 1921, då med namnet Folkdansringen, samma namn som organisationen hade. Organisationen bytte 1922 namn till Svenska Ungdomsringen för Bygdekultur, medan tidningen bytte namn till Hembygden inför 1923.
Utgivningstakten har varit, med några undantag och många dubbelnummer:
- 1921–1936 12 nr/år
- 1937–1952 8 nr/år
- 1953–1985 6 nr/år
- 1986–1995 5 nr/år
- från 1996 4 nr/år

Den förste redaktören var Ernst Granhammar, fram till 1928. Bland redaktörer som verkat längre tid märks Rune Holmberg (1969-1990), och Stig Hellemarck från 2001.